# Physalis mollis
Physalis mollis là loài thực vật có hoa trong họ Cà. Loài này được Nutt. miêu tả khoa học đầu tiên năm 1837.